# Lathrolestes striatus
Lathrolestes striatus là một loài tò vò trong họ Ichneumonidae.